# Kalanchoe thyrsiflora
Kalanchoe thyrsiflora är en fetbladsväxtart som beskrevs av William Henry Harvey. Kalanchoe thyrsiflora ingår i släktet Kalanchoe och familjen fetbladsväxter. Inga underarter finns listade i Catalogue of Life.

## Bildgalleri

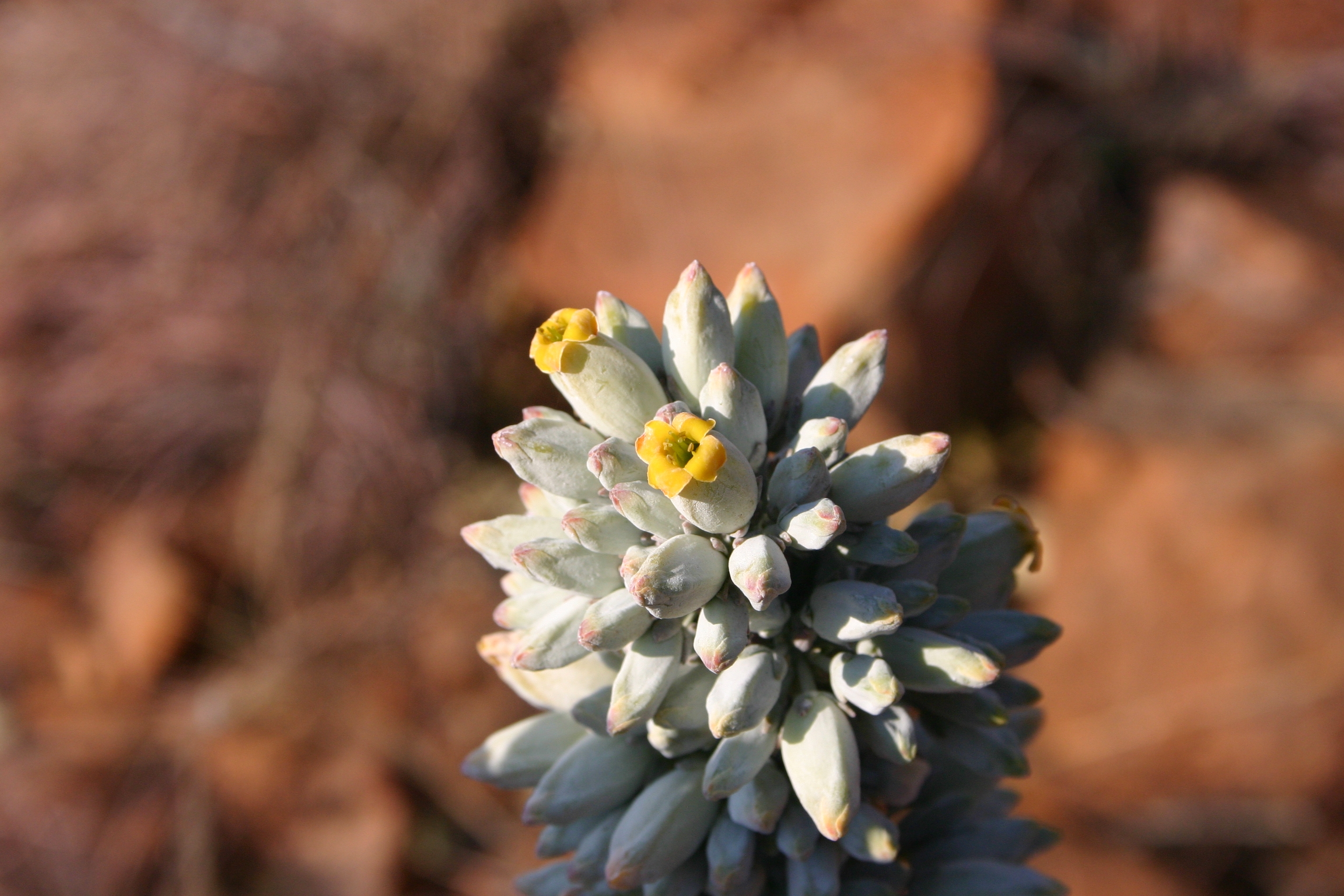